# 二律背反
二律背反（にりつはいはん、アンチノミー、独: Antinomie）とは、正命題、反命題のどちらにも証明できる矛盾・パラドックスのことである（しばしば勘違いされるが単なる矛盾・パラドックスではない）。字義通りには、二つの法則が現実的にであれ見かけ上であれ相互に両立しないことを意味し、これは論理学や認識論で使用される術語である。

## 概要
哲学用語として矛盾する二つの命題をいう。
概念自体は古代ギリシアのギリシア哲学のエレア派に見られた。

## 哲学におけるアンチノミー
この術語は、イマヌエル・カントの哲学において特別な意味を要求する。カントは、感覚的知覚あるいは経験（現象）の領域のみ用いられるカテゴリーあるいは理性の規準を純粋思惟の領域に適用した際に生じる、同等に合理的ではあるが矛盾する帰結を記述するのに用いた。理性はここでは合理的な真理を確立する役割を演じることができない。なぜなら、それは可能な経験を超えているし、理性を超越しているものの領域に適用されているからである。
カントにとって、以下のものに関連する四つのアンチノミーが存在する。
1. 時間と空間に関する宇宙の限界
2. 全ては分割不可能な原子から構成されている（それに対して、実際にはそのようなものは存在しない）という理論
3. 普遍的な因果性に関する自由の問題
4. 必然的な存在者の実在

これらそれぞれについて、純粋理性は経験的なものに対して、正命題と反命題として、矛盾を提出する。
これは、学問と哲学的な探求に対する制限を規定するカントの批判的企図の一部である。カントは、これらの矛盾を、それがいかに現実に反対するものによって方向付けられていても、あるいは批判的な解明なしに心に現れているに違いないにしても、いかなる場合にも矛盾は実在的ではない、ということによって解決すると主張する。従って、互いに矛盾する選択肢に関して同等に強い議論がなされているという意味で、カントのせいにすること―しばしばなされたように―は正しくない。困難は現象体 (phenomenon) と英知体 (noumenon) の領域の混同から生じている。実際、いかなる合理的な宇宙論も可能でない。